# 프로젝트 58/58A
프로젝트 58/58A(영어: Project 58/58A)는 1957년부터 1958년까지 네바다 핵 실험장에서 미국이 수행한 4차례의 핵 실험 시리즈이다. 이 실험은 플럼밥 작전 시리즈에 이어졌고 하드택 I 작전 시리즈에 앞섰다.
프로젝트 58의 모든 실험은 단일 지점 안전성 실험이었다. 이는 하드택 I 작전의 전면적인 실험에 앞서 장치 설계를 확정하기 위한 것이었다. 두 실험 모두에서 상당한 위력은 기대되지 않았으나, 12월 9일에 수행된 두 번째 지표 실험인 쿨롱-C는 예상치 못한 500톤의 위력을 발생시켰다. 폭발 직후, 머큐리 고속도로에서는 시간당 50 뢴트겐의 낙진 수치가 기록되었으며, 구름이 남서쪽으로 이동함에 따라 미래 핵 로켓 실험을 위한 건설에 참여하던 재커스 플랫의 인력은 대피해야 했다. 결국 구름은 로스앤젤레스 지역에 도달하여 대중의 우려를 불러일으키는 수치를 기록했다.
| 이름     | 날짜 시간 (UT)             | 현지 시간대  | 위치                                                                                  | 표고 + 높이                           | 전달 목적                | 장치            | 위력   | 낙진                                     | 참고 자료                                   | 비고 |
| -------- | -------------------------- | ------------ | ------------------------------------------------------------------------------------- | ------------------------------------- | ------------------------ | --------------- | ------ | ---------------------------------------- | ------------------------------------------- | --- |
| 파스칼-C | 1957년 12월 6일 20:15:00.0 | PST (–8 hrs) | NTS 지역 U3e 북위 37° 03′ 00″ 서경 116° 01′ 54″ / 북위 37.04992° 서경 116.03159°      | 1,202 m (3,944 ft)–80 m (260 ft)      | 지하 수직갱, 안전성 실험 | XW-42 ?         | 10 t   |                                          | [ 1 ] [ 5 ] [ 6 ] [ 7 ] [ 8 ]               | 단일 지점 안전성 실험, 부분적 성공 (?).                                                                  |
| 쿨롱-C   | 1957년 12월 9일 20:00:??   | PST (–8 hrs) | NTS 지역 S3i 북위 37° 02′ 39″ 서경 116° 01′ 50″ / 북위 37.0443° 서경 116.0305°        | 1,225 m (4,019 ft) + 0                | 건식 지표, 안전성 실험   | 모카신          | 500 t  | 요오드-131 방출 감지, 69 kCi (2,600 TBq) | [ 1 ] [ 5 ] [ 6 ] [ 7 ] [ 8 ] [ 9 ] [ 10 ]  | 단일 지점 안전성 실험, 상한 초과 폭발. 하드택 II 이달고에서 발사된 모카신 장치와 유사. 실패, 500톤 폭발. |
| 비너스   | 1958년 2월 22일 01:00:00   | PST (–8 hrs) | NTS 지역 U12d.01 북위 37° 11′ 41″ 서경 116° 12′ 02″ / 북위 37.19475° 서경 116.20068°  | 2,104 m (6,903 ft)–30.48 m (100.0 ft) | 터널, 안전성 실험        | XW-47 주 장치 ? | 500 kg |                                          | [ 1 ] [ 5 ] [ 6 ] [ 7 ] [ 8 ] [ 10 ] [ 11 ] | 단일 지점 안전성 실험, 부분적 성공 (?). 하드택 II 오베론 및 샌포드 장치와 유사.                          |
| 우라누스 | 1958년 3월 14일 22:00:00   | PST (–8 hrs) | NTS 지역 U12c.01 북위 37° 11′ 36″ 서경 116° 12′ 01″ / 북위 37.193397° 서경 116.20014° | 2,068 m (6,785 ft)–34.75 m (114.0 ft) | 터널, 안전성 실험        | XW-48           | 500 kg |                                          | [ 1 ] [ 5 ] [ 6 ] [ 7 ] [ 8 ] [ 10 ] [ 11 ] | 단일 지점 안전성 실험, 부분적 성공 (?). 하드택 II 마스, 타말파이스, 세레스에서 발사된 장치와 유사.       |

1. ↑  미국, 프랑스, 영국은 실험에 코드네임을 부여했지만, 소련과 중국은 그러지 않았기 때문에 실험 번호만 사용했다(소련의 평화적 핵폭발은 예외적으로 이름이 붙여졌다). 이름이 고유 명사가 아닌 한 괄호 안의 영어 번역이 제공된다. 대시(-) 뒤의 숫자는 일제사격 이벤트의 구성원을 나타낸다. 미국은 때때로 그러한 일제사격 실험에서 개별 폭발에 이름을 붙이기도 했는데, 이로 인해 "이름1 – 1(이름2 포함)"과 같은 형식이 나타난다. 실험이 취소되거나 중단된 경우, 날짜 및 위치와 같은 행 데이터는 알려진 경우 의도된 계획을 공개한다.
2. ↑  UT 시간을 현지 표준 시간으로 변환하려면, 괄호 안의 시간을 UT 시간에 더하고, 현지 서머타임의 경우 1시간을 추가한다. 결과가 00:00 이전이면 24시간을 더하고 날짜에서 1을 뺀다. 24:00 이후이면 24시간을 빼고 날짜에 1을 더한다. 모든 역사적 시간대 데이터는 다음에서 파생되었다:
3. ↑  대략적인 지명과 위도/경도 참조; 로켓 탑재 실험의 경우, 발사 위치가 폭발 위치보다 먼저 지정된다(알려진 경우). 일부 위치는 매우 정확하지만, 다른 위치(예: 공중 투하 및 우주 폭발)는 상당히 부정확할 수 있다. "~"는 해당 지역의 다른 실험과 공유되는 예상되는 형식적인 대략적인 위치를 나타낸다.
4. ↑  표고는 폭발 지점 바로 아래의 해수면 기준 지면 높이이며, 높이는 탑, 풍선, 수직갱, 터널, 공중 투하 또는 기타 장치로 추가되거나 빼진 추가 거리이다. 로켓 폭발의 경우 지면 높이는 "해당 없음"이다. 경우에 따라 높이가 절대 높이인지 지면에 대한 상대 높이인지 명확하지 않다(예: 플럼밥/존). 숫자나 단위가 없으면 값이 알려지지 않았음을 나타내고, "0"은 0을 의미한다. 이 열의 정렬은 표고와 높이를 합한 값으로 이루어진다.
5. ↑  대기, 공중 투하, 풍선, 총, 순항 미사일, 로켓, 지표, 탑, 바지선은 모두 부분적 핵실험 금지 조약에 의해 금지된다. 밀폐된 수직갱과 터널은 지하에 있으며, PTBT 하에서도 유용하게 유지되었다. 의도적인 분화구 생성 실험은 경계선에 있으며, 조약 하에서 발생했고, 때때로 항의를 받았으며, 실험이 평화적 용도로 선언된 경우 일반적으로 간과되었다.
6. ↑  무기 개발, 무기 효과, 안전성 실험, 운송 안전성 실험, 전쟁, 과학, 공동 검증 및 산업/평화적 용도를 포함하며, 이는 더 세분화될 수 있다.
7. ↑  알려진 시험 품목에 대한 명칭, "?"는 이전 값에 대한 불확실성을 나타내고, 특정 장치에 대한 별명은 따옴표로 표시된다. 이 정보 범주는 종종 공식적으로 공개되지 않는다.
8. ↑  톤, 킬로톤, 메가톤 단위로 추정되는 에너지 위력. 1톤 TNT 환산은 4.184 기가줄(1 기가칼로리)로 정의된다.
9. ↑  알려진 경우, 즉시 방출되는 중성자를 제외한 대기 중 방사성 방출. 언급된 경우 측정된 종은 요오드-131에 한정되며, 그렇지 않으면 모든 종을 포함한다. 항목이 없으면 알 수 없음을 의미하며, 지하 실험의 경우 아마도 없고, 그렇지 않은 경우 "모든" 종을 의미한다. 그 외에는 알려진 경우 현장 또는 현장 외에서 측정되었는지 여부와 방출된 방사능량에 대한 표기.